# Campionati del mondo di ciclismo su strada 1982 - Gara in linea maschile Professionisti
La gara in linea maschile Professionisti dei Campionati del mondo di ciclismo su strada 1982 si svolse il 5 settembre 1982 a Goodwood, nel Regno Unito, su percorso totale di 275,13 km. Fu vinta dall'italiano Giuseppe Saronni, con il tempo di 6h42'22", davanti allo statunitense Greg LeMond e all'irlandese Sean Kelly.

## Percorso
La prova si svolse su un circuito di 15,285 km da percorrere diciotto volte, a coprire un totale di 275,13 km. Il circuito era caratterizzato, dopo il via, da un tratto di circa 3 km lungo un crinale collinare delle South Downs, una discesa tortuosa tra i boschi di faggi, un anello intorno al Circuito motoristico di Goodwood e infine dall'unica salita della corsa, circa 2 km con una pendenza massima del 10% verso metà ascesa e un ultimo tratto in leggera salita che conduceva nuovamente sulla linea d'arrivo. Per la conformazione, veniva considerato un tracciato adatto ai velocisti capaci di tenere sulle brevi salite.

## Resoconto degli eventi
La gara si caratterizzò, nella prima parte, per la fuga del francese Bernard Vallet, poi raggiunto e staccato dallo svedese Tommy Prim, a sua volta ripreso dal gruppo durante il quattordicesimo giro. Dopo alcuni attacchi rintuzzati perlopiù dalla squadra italiana, all'inizio dell'ultimo giro il gruppo era rimasto forte di circa 35 unità, tra cui Giuseppe Saronni con altri sei "azzurri".
Poco prima dell'ultima salita attaccò in solitaria lo statunitense Jonathan Boyer, che riuscì a guadagnare circa 5 secondi sul gruppo, tirato sempre dall'Italia. All'ultimo chilometro tentarono il riaggancio tra gli altri Marino Lejarreta, Johan van der Velde e infine, nonostante avesse davanti il compagno di squadra Boyer, Greg Lemond, seguito a ruota da alcuni big tra cui Sean Kelly e Saronni. Fu proprio Saronni, a circa 500 metri dall'arrivo, a lanciare la volata decisiva, rimasta nota col nome di "Fucilata di Goodwood", sopravanzando Boyer e staccando nettamente tutti i rivali. Al traguardo precedette di 5" LeMond, unico a cercare di resistergli, e di 10" Sean Kelly, Joop Zoetemelk e gli altri inseguitori, tra cui Boyer, decimo.
Accreditati alla partenza 149 ciclisti, dei quali 136 partirono e 55 conclusero la prova.
Si trattò del primo titolo mondiale per Saronni, che nei nove mesi seguenti andrà a vincere anche Giro di Lombardia, Milano-Sanremo e Giro d'Italia, e del quarto titolo in undici stagioni per la Nazionale italiana.

## Squadre partecipanti
| N.    | Cod. | Squadra        |
| ----- | ---- | -------------- |
| 1-10  | AUS  | Australia      |
| 11-14 | AUT  | Austria        |
| 15-27 | BEL  | Belgio         |
| 28    | CAN  | Canada         |
| 29-32 | DEN  | Danimarca      |
| 33-44 | FRA  | Francia        |
| 45-53 | GER  | Germania Ovest |
| 54-65 | GBR  | Gran Bretagna  |
| 66-67 | IRL  | Irlanda        |
| 68-79 | ITA  | Italia         |

| N.      | Cod. | Squadra       |
| ------- | ---- | ------------- |
| 80-81   | LUX  | Lussemburgo   |
| 82-93   | NLD  | Paesi Bassi   |
| 94-95   | NZL  | Nuova Zelanda |
| 96-99   | NOR  | Norvegia      |
| 100     | POL  | Polonia       |
| 101     | PRT  | Portogallo    |
| 102-113 | ESP  | Spagna        |
| 114-118 | SWE  | Svezia        |
| 119-130 | SUI  | Svizzera      |
| 131-136 | USA  | Stati Uniti   |

## Ordine d'arrivo (Top 10)
| Pos. | Corridore             | Squadra        | Tempo    |
| ---- | --------------------- | -------------- | -------- |
| 1    | Giuseppe Saronni      | Italia         | 6h42'22" |
| 2    | Greg LeMond           | Stati Uniti    | a 5"     |
| 3    | Sean Kelly            | Irlanda        | a 10"    |
| 4    | Joop Zoetemelk        | Paesi Bassi    | s.t.     |
| 5    | Marino Lejarreta      | Spagna         | s.t.     |
| 6    | Michel Pollentier     | Belgio         | s.t.     |
| 7    | Juan Fernández Martín | Spagna         | s.t.     |
| 8    | Klaus-Peter Thaler    | Germania Ovest | s.t.     |
| 9    | Pierino Gavazzi       | Italia         | s.t.     |
| 10   | Jonathan Boyer        | Stati Uniti    | s.t.     |